# Дутка Дмитро Михайлович
Дмитро́ Миха́йлович Ду́тка (позивні Мітяй і Лис; 27 квітня 1999, с. Лісна Велесниця — 9 січня 2023, поблизу н.п. Григорівка Донецької області) — солдат Збройних сил України, учасник російсько-української війни, що відзначився під час російського вторгнення в Україну в 2022 році. Повний кавалер ордена «За мужність».

## Біографія
Народився 27 квітня 1999 року в с. Лісна Велесниця Надвірнянського району Івано-Франківської області.
Навчався у Верхньомайданській ЗОШ І-ІІ ступенів. Після закінчення щколи, в 2014 р. поступив у Вище художнє професійне училище № 3 м. Івано-Франківська та отримав спочатку диплом кваліфікованого робітника, а потім, в 2019 р. — молодшого спеціаліста за спеціальністю «Декоративно прикладне мистецтво. Різьба по дереву».
З 16 років був членом УНСО. Був курсантом програми Карпатський Легіон. В 18 років став інструктором програми, а також тренером з хортингу. Після навчання, в серпні 2019 р. працював робітником на лісокультурних роботах в ДП «Надвірнянський Лісгосп». 28 лютого 2020 р. підписав контракт з Збройними Силами України, а саме з 80-ю окремою десантно-штурмовою бригадою, де й проходив подальшу службу. Влітку 2022 року проходив навчання у Великій Британії як оператор безпілотних літальних комплексів.
Загинув 9 січня 2023 року поблизу н.п. Григорівка, Донецької області від влучиня ворожого снаряду на позицію, де перебував воїн. З ним також загинули його побратими. Залишилася дружина.
Похований 14 січня 2023 року в рідному селі.

## Вшанування пам'яті
- 25 травня 2023 року на фасаді Вищого професійного художнього училища № 3 в Івано-Франківську, де свого часу здобував професію загиблий Герой Дмитро Дутка, йому відкрили анотаційну дошку[3].

## Нагороди
- Орден «За мужність» I ст. (8 березня 2023, посмертно) — за особисту мужність і самовіддані дії, виявлені у захисті державного суверенітету та територіальної цілісності України, зразкове виконання військового обов'язку[4]
- Орден «За мужність» II ст. (4 серпня 2022) — за особисту мужність і самовіддані дії, виявлені у захисті державного суверенітету та територіальної цілісності України, вірність військовій присязі[5]
- Орден «За мужність» III ст. (21 квітня 2022) — за особисту мужність і самовіддані дії, виявлені у захисті державного суверенітету та територіальної цілісності України, вірність військовій присязі[6]
- Медаль «За військову службу Україні» (28 вересня 2022) — за особисту мужність і самовіддані дії, виявлені у захисті державного суверенітету та територіальної цілісності України, вірність військовій присязі[7]
- Медаль «Захиснику Вітчизни» (28 листопада 2022) — за особисту мужність і самовіддані дії, виявлені у захисті державного суверенітету та територіальної цілісності України, вірність військовій присязі[8]
- Медаль «За військову службу Україні»[9]
- Почесний нагрудний знак Начальника Генерального штабу «За взірцевість у військовій службі» III ступеня[9]
- Відзнака Головного управління розвідки Міністерства оборони України «За сприяння воєнній розвідці України» ІІ ступеня[9]